# Французский лицей в Вене

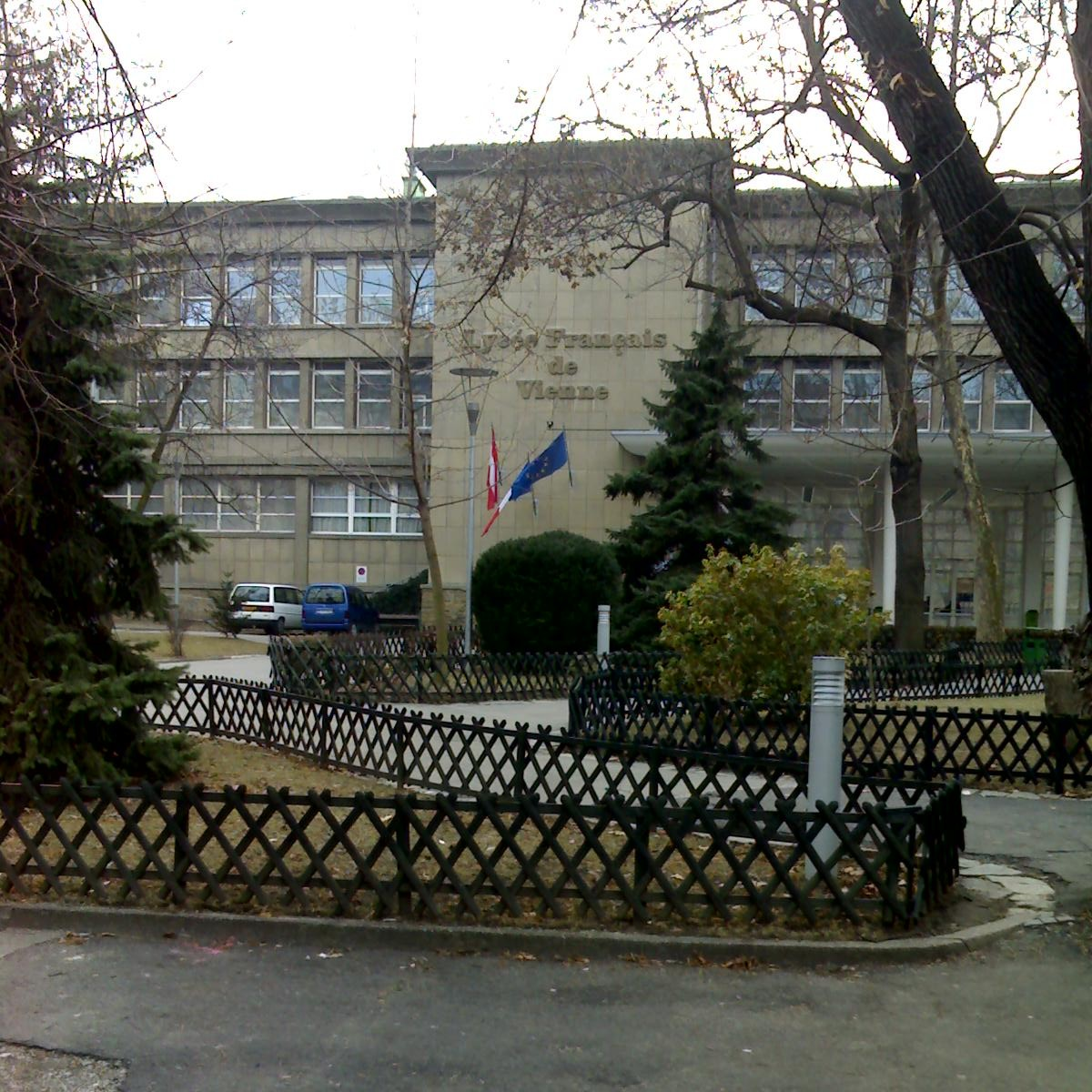
Здание Французского лицея в Вене (Лихтенштайштрассе, 37A)

Французский лицей в Вене — французское зарубежное учебное заведение (фр.) в Вене, Австрия. Расположен в парке дворца Клам-Галлас (нем.), где ранее располагалось венское отделение Французского института.

## История
Французский лицей в Вене основан в 1946 году генералом Бетуаром (фр.), верховным комиссаром Французской Республики в Австрии.
До 1945 года французское образование в Австрии ограничивалось школами ордена Святого Сердца, ордена Богоматери в Сионе в Вене и урсулинками в Граце. Эти школы были основаны французскими монахинями или среди их членов были французские монахини. Эти учреждения не следуют программам французского национального образования — это австрийские частные заведения.
Культурное соглашение между Францией и Австрией от 15 марта 1947 года устанавливает: «Французское правительство будет иметь право содержать французские учреждения, которые существуют или могут быть основаны в Вене или в любой другой части Австрии. Австрийская молодежь получит бесплатный доступ.»
Еще одно французское учреждение, существовавшее с 1945 по 1950 год недалеко от Инсбрука, — Французский лицей в Фульпмесе (фр.), — разрабатывало экспериментальную образовательную методику спортивного типа в горной среде.
Преподавание французского лицея основано на светскости, равенстве возможностей и взаимном уважении.

## Текущая ситуация

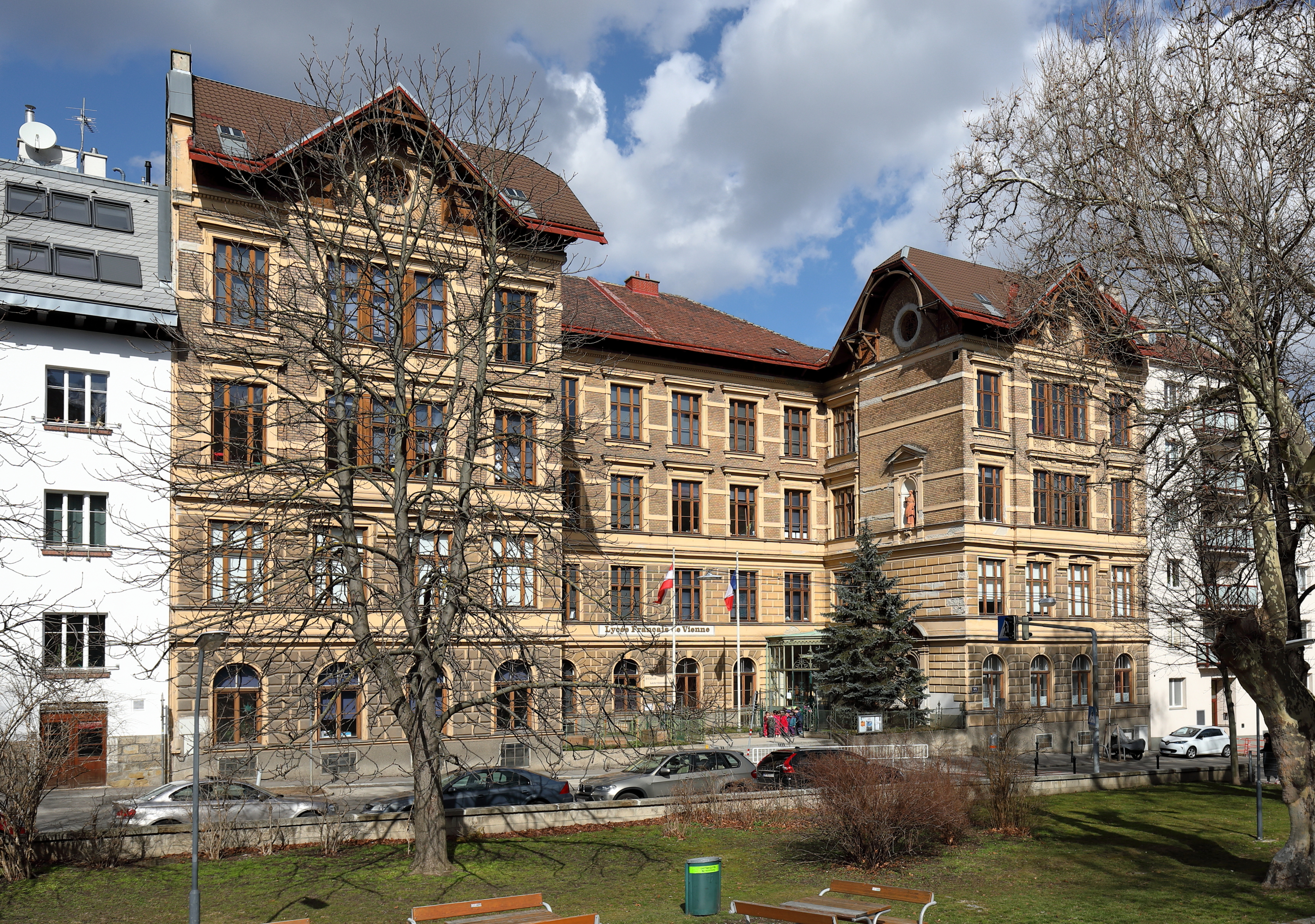
Здание Французского лицея в Вене (Гринцингер-штрассе, 95)

Французский лицей в Вене управляется непосредственно из Франции Агентством французского образования за рубежом (сокр. фр. AEFE, фр.), и признаётся австрийской администрацией как частное публичное учреждение. Это одна из крупнейших французских средних школ за границей, в которой обучается около 2 000 учеников от детского сада до выпускного класса, и предлагаются подготовительные классы. Лицей расположен на двух участках в Вене. Один находится по адресу Гринцингер-штрассе, 95, в 19-м районе Вены, где учатся начальные, средние и старшие классы, а также некоторые классы CP и CE1. Другой участок на Лихтенштайнштрассе, 37A, в 9-м районе Вены, принимает учеников из CP в выпускные классы, а также учеников из подготовительного класса.
В 2015/16 учебном году плата за обучение составляла 6312 евро для учащихся средних и старших классов. Ученики, семьи которых не проживают в Вене, могут быть размещены в школе-интернате «Терезианум», здание которого находится в том же поместье, что и Венская дипломатическая академия. Нынешним директором Французского лицея в Вене является Магали Дюран-Ассули, заместителем директора является Филипп Киндер.

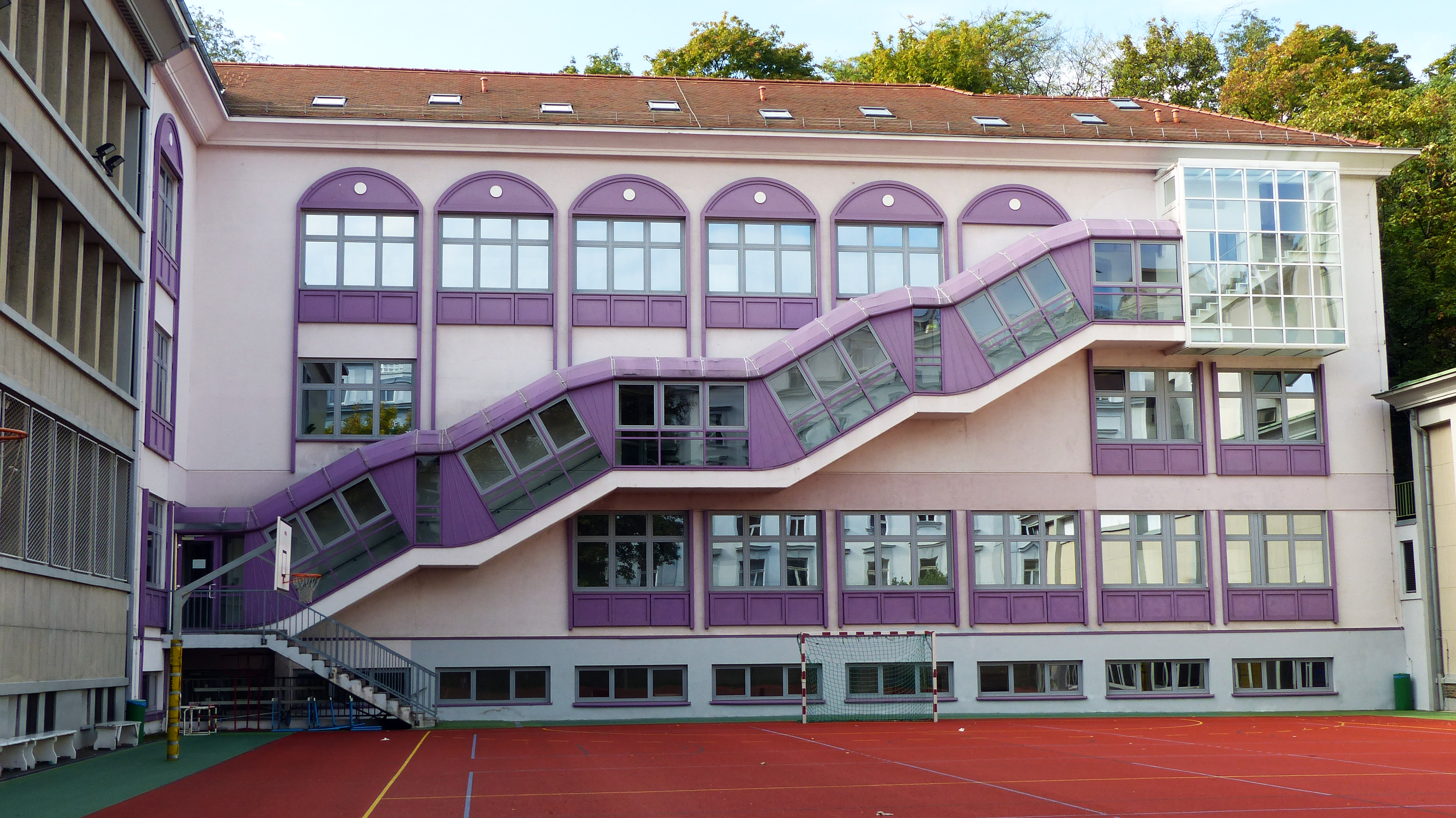
Начальная школа Французского лицея в Вене

В сентябре 2008 года во Французском лицее в Вене открылся экономический подготовительный класс ECE (фр.), который готовит ко вступительным экзаменам в высшие французские школы бизнеса, управления и менеджмента. Подготовительный класс закрыт в начале 2021 учебного года.
В лицее получают образование учащиеся более 80 национальностей. В частности, приём старшеклассников в лицей из Франции на первый и последний год обучения по так называемой стипендиальной «лондонской» программе также открыт в пяти других французских заведениях за рубежом: Французском лицее имени Шарля де Голля (фр.) в Лондоне, Французском лицее имени Жана Ренуара (фр.) в Мюнхене, в Барселоне, в Мадриде и в Дублине.

### Языки
Языки, изучение которых является обязательным:
- Французский язык как родной язык. Это язык, на котором преподаются все курсы.
- Немецкий язык — преподается на нескольких уровнях и от CP. По окончании школы все ученики, прошедшие курс немецкого языка, имеют возможность сдать экзамен на австрийский аттестат зрелости (нем.) в дополнение к французскому бакалавриату (фр.).
- Английский язык — преподается с CM1. Студенты делятся на несколько языковых уровней в зависимости от их знаний (средний, продвинутый, продвинутый плюс). В средней и старшей школе ученикам продолжают преподавать язык в этих же группах.

Учащийся может выбрать один из трёх дополнительных языков:
- латинский язык преподается с 5-го класса
- арабский язык преподается с 4-го класса
- испанский язык преподается со 2-класса

Если студент не сделал выбор, у него есть свободные часы.
Школа также организует курсы подготовки к экзаменам на получение Certificate in Advanced English (CEA) и Диплома по испанскому языку как иностранному (DELE).

### Дополнительный курс EURO
Английский язык можно углубить в средней школе в рамках курса EURO (фр.) (2 дополнительных часа), а в старших классах (европейская секция) по истории, географии и математике. Учащиеся имеют возможность пройти курс истории и географии, экономике или математике на английском языке, по 2 дополнительных часа в неделю.

### История и география на родном языке
Учащиеся австрийцы должны пройти курс истории и географии, который сосредоточен на Австрии и преподается на немецком языке. Другие ученики, владеющие немецким языком на достаточном уровне, также имеют возможность пройти этот курс.

## Внеклассные занятия
Французский лицей в Вене предлагает студентам возможность посещать семинары, которые обычно проходят по четвергам во второй половине дня с 16:30 до 18:00:
- Мастерская пластических искусств
- Мастерская MATh.en.JEANS (фр.), позволяет старшеклассникам работать в группах над разными математическими темами.
- Спортивная секция по бадминтону
- Театральная мастерская на английском языке
- Театральная мастерская на немецком языке
- Театральная мастерская на французском языке
- Семинар «Модель Организации Объединенных Наций», воспроизводящий сессию ООН со студентами.
- Мастерская музыкального образования
- Семинар по греческой философии

Некоторые из этих мастерских готовят к вариантам бакалавриата (музыка, театр на французском языке и т. д.). В школе также есть команда по регби и футболу. Другие проекты также позволяют студентам участвовать в жизни заведения.

### Совет по лицейской жизни
В Совете по лицейской жизни (CVL) заседают десять представителей учащихся (избираются в начале года всеми учащимися школы и работают до конца учебного года), а также десять представителей взрослых (представители администрации, родители учеников и педагоги). Этот комитет предлагает студентам возможность заниматься вопросами и проектами, касающимися жизни учреждения. В рамках операции по поддержке жертв тайфуна, обрушившегося на Филиппины в 2014 году, участники CVL Французского лицея в Вене организовали распродажу сосен для сбора пожертвований.
Совете по лицейской жизни Французского лицея в Вене также регулярно участвует в Совете ZECO (зона Центральной и Восточной Европы).

### Лицейская газета
С 2009 года во Французском лицее в Вене существует студенческая газета. С 2009 по 2013 год она носила звание «А+», но затем сменила его на «L’Écho» («Эхо»), после прихода в редакцию новых учащихся, так как прежние выпустились из лицея. Это финансово независимая газета, которой руководят исключительно студенты: написание статей, верстка, фото, организация и т. д. Газета выходит в среднем два раза в год тиражом от 300 до 500 экземпляров.

## Подготовительный класс
В сентябре 2008 года во Французском лицее в Вене открылся экономический подготовительный класс на курсе ECE, специально предназначенный для студентов с международным кругозором. Он готовит за два года к вступительным экзаменам в Высшие школы бизнеса, менеджмента и управления и дает по окончании этих двух лет обучения эквиваленты на третьем курсе экономики в университете. В этот подготовительный класс принимаются обладатели степени бакалавра ES и S.

### Рейтинг CPGE
Национальный рейтинг подготовительных классов к Большим школам (фр. classes préparatoires aux grandes écoles, сокр. CPGE) основан на уровне приёма студентов в ведущие французские высшие учебные заведения, так называемые Большие школы (фр. Grandes Ecoles). В 2015 году издательство «L'Étudiant» (фр.) составило рейтинг по результатам 2014 года:

#### 3 лучшие Большие школы
| Специализация | Поступившие *    | Процент поступивших * | Средний процент поступивших за 5 лет | Место в рейтинге | Изменение за год |
| --- | ---------------- | --------------------- | ------------------------------------ | ---------------- | ---------------- |
| ECE | 0 / 19 студентов | 0 %                   | 3 %                                  | 105 из 105       | =                |
| Источник: Рейтинг подготовительных классов 2015 г. — L'Étudiant(соревнования 2014 г.). * уровень приёма зависит от выбранных для обучения Больших школ. Это HEC, ESSEC и ESCP. |                  |                       |                                      |                  |                  |

#### 6 лучших Больших школ
| Специализация | Поступившие *    | Процент поступивших * | Средний процент поступивших за 5 лет | Место в рейтинге | Изменение за год |
| --- | ---------------- | --------------------- | ------------------------------------ | ---------------- | ---------------- |
| ЕЭК | 6 / 19 студентов | 32 %                  | 18 %                                 | 16 из 105        | ▲ 25             |
| Источник: Рейтинг подготовительных классов 2015 г. — «L'Étudiant» (соревнования 2014 г.). * уровень приёма зависит от выбранных для обучения Больших школ. Это HEC, ESSEC, ESCP, EM Lyon (фр.), EDHEC (фр.), ENS Cachan (фр.). |                  |                       |                                      |                  |                  |

#### 11 лучших Больших школ
| Специализация | Поступившие *     | Процент поступивших * | Средний процент поступивших за 5 лет | Место в рейтинге | Изменение за год |
| --- | ----------------- | --------------------- | ------------------------------------ | ---------------- | ---------------- |
| ECE | 12 / 19 студентов | 63 %                  | 43 %                                 | 30 из 105        | ▲ 3              |
| Источник: Рейтинг подготовительных классов 2015 г. — «L'Étudiant» (соревнования 2014 г.). * уровень приёма зависит от выбранных для обучения Больших школ. Это HEC, ESSEC, ESCP, EM Lyon, Edhec, ENS Cachan, Audencia, Neoma (фр.), GEM (фр.), Тулузская бизнес-школа, Kedge (фр.). |                   |                       |                                      |                  |                  |

## Оценки
По оценке журнала Gewinn (нем.), лицей занимает в Австрии 4 место по качеству образования после школ Parhamergymnasium (нем.), GRG 6 Rahlgasse (нем.) и Терезианума.

## Выпускники прежних лет
- Рональд Барацон (нем.), журналист
- Тимна Брауэр (нем.), певица
- Гийом Фондомьер (фр.), разработчик компьютерных игр
- Арабелла Кисбауэр (нем.), ведущая передач на австрийском телевидении
- Мижу Ковакс (нем.), актриса
- Кристоф Матцнеттер (нем.), политик
- Юлиус Майнл VI, предприниматель
- Клаудия Месснер (нем.), актриса
- Ариэль Музыкант (нем.), бывший президент Израильского культурного общества в Вене (нем.)
- Михаэль Никбахш (нем.), журналист
- Жан-Баптист Превост (фр.), президент Французского национального студенческого союза (фр.) в 2007—2011 годах
- Маржан Сатрапи, писательница, художница
- Лиза Шеттнер (фр.), автор песен, композитор, исполнитель
- Бен Сегенрейх, журналист
- Зои Штрауб, певица
- Тото Вольфф, автогонщик, директор команды Формулы-1 Mercedes
- Ян Марсалек, директор компании Wirecard